# Candleston Castle
Candleston Castle (historisk nogle gange Candlestone Castle) er en fæstning, der ligger ca. 1 km sydvest for landsbyen Merthyr Mawr, i det tidligere Glamorgan, Wales, i det nuværende Bridgend county borough blot 1,5 km nordvest for Ogmore Castle, adskilt af floden Ogmore.
Candlestons oprindelige lange og smalle rektangulære form lå på tværs i den vestlige ende af en lav smal bakke. Man mener at borgen har navn efter den normanniske familie Cantilupe, som antages at være de første beboere.
Den har stået som ruin siden 1800-tallet. Det er en listed building af 2. grad.